# Raphismia bispina
Raphismia bispina is een libellensoort uit de familie van de korenbouten (Libellulidae), onderorde echte libellen (Anisoptera).
De wetenschappelijke naam Raphismia bispina is voor het eerst geldig gepubliceerd in 1867 door Hagen.